# Lista odcinków serialu Chicago Fire
Poniżej znajduje się lista odcinków serialu telewizyjnego Chicago Fire – emitowanego przez amerykańską stację telewizyjną NBC od 10 października 2012. W Polsce serial miał swoją premierę 18 listopada 2012 w usłudze VOD nSeriale.

## Przegląd sezonów
| Sezon | Sezon | Odcinki | Pierwsza emisja      | Pierwsza emisja  | Pierwsza emisja                                | Pierwsza emisja                             | Pierwsza emisja     |
| Sezon | Sezon | Odcinki | Premiera sezonu      | Finał sezonu     | Premiera sezonu                                | Finał sezonu                                | Dystrybucja         |
| ----- | ----- | ------- | -------------------- | ---------------- | ---------------------------------------------- | ------------------------------------------- | ------------------- |
|       | 1     | 24      | 11 października 2012 | 22 maja 2013     | 18 listopada 2012 (online)7 stycznia 2014 (TV) | 9 czerwca 2013 (online)11 czerwca 2014 (TV) | Usługa nSerialeTVP1 |
|       | 2     | 22      | 24 września 2013     | 13 maja 2014     | 7 listopada 2018                               | 21 listopada 2018                           | Fox Polska          |
|       | 3     | 23      | 23 września 2014     | 12 maja 2015     | 22 listopada 2018                              | 7 grudnia 2018                              | Fox Polska          |
|       | 4     | 23      | 13 października 2015 | 17 maja 2016     | 15 stycznia 2019                               | 15 lutego 2019                              | Fox Polska          |
|       | 5     | 22      | 11 października 2016 | 16 maja 2017     | 15 lutego 2019                                 | 4 marca 2019                                | Fox Polska          |
|       | 6     | 23      | 28 września 2017     | 10 maja 2018     | 20 sierpnia 2019                               | 5 listopada 2019                            | Fox Polska          |
|       | 7     | 22      | 26 września 2018     | 22 maja 2019     | 12 listopada 2019                              | 29 listopada 2019                           | Fox Polska          |
|       | 8     | 20      | 25 września 2019     | 15 kwietnia 2020 | 19 maja 2020                                   | 1 września 2020                             | Fox Polska          |
|       | 9     | 16      | 11 listopada 2020    | 26 maja 2021     | 3 marca 2021                                   | 16 czerwca 2021                             | Fox Polska          |
|       | 10    | 22      | 22 września 2021     | 25 maja 2022     | 3 lutego 2022                                  | 30 czerwca 2022                             | Fox Polska          |
|       | 11    | 22      | 21 września 2022     | 24 maja 2023     | 8 listopada 2022                               | 17 czerwca 2023                             | Fox Polska          |
|       | 12    | 13      | 17 stycznia 2024     | 22 maja 2024     | —                                              | —                                           | –                   |
|       | 13    | —       | 25 września 2024     | 2025             | —                                              | —                                           | –                   |

## Sezon 1 (2012-2013)
| № | #  | Tytuł                                      | Reżyseria          | Scenariusz                                           | Premiera             | Premiera w Polsce |
| --- | -- | ------------------------------------------ | ------------------ | ---------------------------------------------------- | -------------------- | ----------------- |
| 1 | 1  | Śmierć kolegi Pilot                        | Jeffrey Nachmanoff | Michael Brandt, Derek Haas                           | 10 października 2012 | 18 listopada 2012 |
| 2 | 2  | Moja miłość Mon Amour                      | Tom DiCillo        | Michael Brandt, Derek Haas                           | 17 października 2012 | 25 listopada 2012 |
| 3 | 3  | Zawodowa przysługa Professional Courtesy   | Joe Chappelle      | Matt Olmstead                                        | 24 października 2012 | 2 grudnia 2012    |
| 4 | 4  | Jedna minuta One Minute                    | Gloria Muzio       | Andrea Newman                                        | 31 października 2012 | 9 grudnia 2012    |
| 5 | 5  | Musimy to przetrzymać Hanging On           | Jean de Segonzac   | Marc Dube                                            | 7 listopada 2012     | 16 grudnia 2012   |
| 6 | 6  | Wsteczne lusterko Rear View Mirror         | Joe Chappelle      | Thania St. John                                      | 14 listopada 2012    | 23 grudnia 2012   |
| 7 | 7  | Dwie rodziny Two Families                  | Michael Slovis     | Michael Brandt, Derek Haas                           | 21 listopada 2012    | 30 grudnia 2012   |
| 8 | 8  | Na odchodne Leaving the Station            | Constantine Makris | Bryan Oh                                             | 5 grudnia 2012       | 6 stycznia 2013   |
| 9 | 9  | Nie jest łatwo It Ain't Easy               | Tom DiCillo        | Hilly Hicks, Jr.                                     | 12 grudnia 2012      | 13 stycznia 2013  |
| 10 | 10 | Wesołych świąt, itp. Merry Christmas, Etc. | Steve Shill        | Michael Gilvary                                      | 19 grudnia 2012      | 20 stycznia 2013  |
| 11 | 11 | Bóg przemówił God Has Spoken               | Dan Sackheim       | Andrea Newman, Marc Dube                             | 2 stycznia 2013      | 27 stycznia 2013  |
| 12 | 12 | Pod nożem Under the Knife                  | Alex Chapple       | Matt Olmstead, Ryan Rege Harris                      | 9 stycznia 2013      | 3 lutego 2013     |
| 13 | 13 | Martwy sezon Warm and Dead                 | Alik Sakharov      | Michael Brandt, Derek Haas                           | 30 stycznia 2013     | 10 lutego 2013    |
| 14 | 14 | Przedsmak A Little Taste                   | Arthur W. Forney   | Matt Olmstead, Hilly Hicks, Jr.                      | 6 lutego 2013        | 17 lutego 2013    |
| 15 | 15 | Na zdrowie! Nazdarovya!                    | Joe Chappelle      | Andrea Newman                                        | 13 lutego 2013       | 24 lutego 2013    |
| 16 | 16 | Wirus Viral                                | Michael Brandt     | Michael Gilvary                                      | 20 lutego 2013       | 3 marca 2013      |
| 17 | 17 | Lepiej skłamać Better to Lie               | Joe Chappelle      | Matt Olmstead, Ryan Rege Harris                      | 27 lutego 2013       | 10 marca 2013     |
| 18 | 18 | Sztuczne ognie Fireworks                   | Karen Gaviola      | Tim Talbott                                          | 20 marca 2013        | 31 marca 2013     |
| 19 | 19 | Taka mała trumienka A Coffin That Small    | Darnell Martin     | Steve Chickerotis, Michael Brandt, Derek Haas        | 27 marca 2013        | 8 kwietnia 2013   |
| 20 | 20 | Ambicja Ambition                           | Arthur W. Forney   | Andrea Newman, Michael Gilvary                       | 3 kwietnia 2013      | 21 kwietnia 2013  |
| 21 | 21 | Odwet Retaliation Hit                      | Jean de Segonzac   | Matt Olmstead, Hilly Hicks, Jr.                      | 1 maja 2013          | 19 maja 2013      |
| 22 | 22 | Przywódcy przewodzą Leaders Lead           | Mike Slovis        | Dick Wolf, Matt Olmstead, Michael Brandt, Derek Haas | 8 maja 2013          | 26 maja 2013      |
| 23 | 23 | Pozwól jej odejść Let Her Go               | Joe Chappelle      | Dick Wolf, Matt Olmstead, Michael Brandt, Derek Haas | 15 maja 2013         | 26 maja 2013      |
| Odcinek ten jest jednocześnie odcinkiem pilotowym serialu Chicago PD – pierwszego spin-offu serialu Chicago Fire należącego do franczyzy Chicago. |    |                                            |                    |                                                      |                      |                   |
| 24 | 24 | Piekielna jazda A Hell of a Ride           | Alex Chapple       | Andrea Newman, Michael Gilvary                       | 15 maja 2013         | 9 czerwca 2013    |

## Sezon 2 (2013-2014)
| № | #  | Tytuł                                                     | Reżyseria          | Scenariusz                                        | Premiera             | Premiera w Polsce |
| --- | -- | --------------------------------------------------------- | ------------------ | ------------------------------------------------- | -------------------- | ----------------- |
| 25 | 1  | Problematyczny dom A Problem House                        | Joe Chappelle      | Michael Brandt Derek Haas                         | 24 września 2013     | 7 listopada 2018  |
| 26 | 2  | Dowód Prove It                                            | Tom DiCillo        | Andrea Newman                                     | 1 października 2013  | 7 listopada 2018  |
| 27 | 3  | Najwyższa gotowość bojowa Defcon 1                        | Joe Chappelle      | Michael Gilvary                                   | 8 października 2013  | 8 listopada 2018  |
| 28 | 4  | Anonimowy telefon A Nuisance Call                         | Steve Shill        | Matt Olmstead Hilly Hicks, Jr.                    | 15 października 2013 | 8 listopada 2018  |
| 29 | 5  | Taktyczne zagranie A Power Move                           | Jann Turner        | Andi Bushell                                      | 22 października 2013 | 9 listopada 2018  |
| 30 | 6  | Przejażdżka Joyriding                                     | Steve Shill        | Derek Haas Tim Talbott                            | 12 listopada 2013    | 9 listopada 2018  |
| 31 | 7  | Bez żalu No Regrets                                       | Michael Slovis     | Michael Brandt Ryan Rege Harris                   | 19 listopada 2013    | 12 listopada 2018 |
| 32 | 8  | Rymuje się z krzykiem Rhymes With Shout                   | Joe Chappelle      | Andrea Newman                                     | 26 listopada 2013    | 12 listopada 2018 |
| 33 | 9  | Zranisz go You Will Hurt Him                              | Sanford Bookstaver | Michael Gilvary                                   | 3 grudnia 2013       | 13 listopada 2018 |
| 34 | 10 | Nie w ten sposób Not Like This                            | Alex Chapple       | Michael Brandt Derek Haas                         | 10 grudnia 2013      | 13 listopada 2018 |
| 35 | 11 | Rzucone w twarz Shoved In My Face                         | Jean de Segonzac   | Hilly Hicks, Jr.                                  | 7 stycznia 2014      | 14 listopada 2018 |
| 36 | 12 | Na medal Out With a Bang                                  | Alik Sakharov      | Andrea Newman                                     | 14 stycznia 2014     | 14 listopada 2018 |
| 37 | 13 | To jest ta noc Tonight's the Night                        | Jann Turner        | Derek Haas Tim Talbott                            | 21 stycznia 2014     | 15 listopada 2018 |
| 38 | 14 | Dziewicza skóra Virgin Skint                              | Karen Gaviola      | Michael Brandt Ryan Rege Harris                   | 25 lutego 2014       | 15 listopada 2018 |
| 39 | 15 | Trzymaj język za zębami Keep Your Mouth Shut              | Holly Dale         | Michael Gilvary                                   | 4 marca 2014         | 16 listopada 2018 |
| 40 | 16 | Odpalenie rakiety A Rocket Blasting Off                   | Sanford Bookstaver | Matt Olmstead Hilly Hicks, Jr.                    | 11 marca 2014        | 16 listopada 2018 |
| 41 | 17 | Zaostrzenie sytuacji When Things Got Rough                | Jann Turner        | Andrea Newman                                     | 18 marca 2014        | 19 listopada 2018 |
| 42 | 18 | Póki nie ruszysz naprzód Until Your Feet Leave the Ground | Michael Slovis     | Matt Olmstead Mick Betancourt                     | 8 kwietnia 2014      | 19 listopada 2018 |
| 43 | 19 | Waga ciężka A Heavy Weigh                                 | Reza Tabrizi       | Michael Gilvary                                   | 15 kwietnia 2014     | 20 listopada 2018 |
| 44 | 20 | Mroczny dzień A Dark Day                                  | Joe Chappelle      | Dick Wolf Matt Olmstead Michael Brandt Derek Haas | 29 kwietnia 2014     | 20 listopada 2018 |
| Odcinek jest pierwszą częścią dwuodcinkowego crossoveru z serialem Chicago PD (część 2: sezon 1, odcinek 12). |    |                                                           |                    |                                                   |                      |                   |
| 45 | 21 | Jeszcze jedna próba One More Shot                         | Jean de Segonzac   | Andrea Newman                                     | 6 maja 2014          | 21 listopada 2018 |
| 46 | 22 | Prawda nigdy nie czeka Real Never Waits                   | Michael Brandt     | Matt Olmstead Derek Haas                          | 13 maja 2014         | 21 listopada 2018 |

## Sezon 3 (2014-2015)
| № | #  | Tytuł                                                                           | Reżyseria          | Scenariusz                                             | Premiera             | Premiera w Polsce |
| --- | -- | ------------------------------------------------------------------------------- | ------------------ | ------------------------------------------------------ | -------------------- | ----------------- |
| 47 | 1  | Zawsze Always                                                                   | Joe Chappelle      | Michael Brandt, Derek Haas                             | 23 września 2014     | 22 listopada 2018 |
| 48 | 2  | Zadziw mnie Wow Me                                                              | Tom DiCillo        | Andrea Newman                                          | 30 września 2014     | 22 listopada 2018 |
| 49 | 3  | Po prostu jedź Just Drive the Truck                                             | Sanford Bookstaver | Michael Gilvary                                        | 7 października 2014  | 23 listopada 2018 |
| 50 | 4  | Przeprosiny bywają niebezpieczne Apologies Are Dangerous                        | Steve Shill        | Michael Brandt, Ryan Rege Harris                       | 14 października 2014 | 23 listopada 2018 |
| 51 | 5  | Opcja nuklearna The Nuclear Option                                              | Joe Chappelle      | Tim Talbott                                            | 21 października 2014 | 26 listopada 2018 |
| 52 | 6  | Szaleńcy i głupcy Madmen and Fools                                              | Rob Holcomb        | Tiller Russell                                         | 28 października 2014 | 26 listopada 2018 |
| 53 | 7  | Nikt niczego nie dotyka Nobody Touches Anything                                 | Alex Chapple       | Dick Wolf, Jill Weinberger, Matt Olmstead              | 11 listopada 2014    | 27 listopada 2018 |
| Odcinek jest pierwszą częścią trzyodcinkowego crossoveru z serialami: Prawo i porządek: sekcja specjalna (część 2: sezon 16, odcinek 7) oraz Chicago PD (część 3: sezon 2, odcinek 7).   |    |                                                                                 |                    |                                                        |                      |                   |
| 54 | 8  | Helikopter Chopper                                                              | Jann Turner        | Derek Haas, Michael O'Shea                             | 18 listopada 2014    | 27 listopada 2018 |
| 55 | 9  | Kłopoty podczas transportu Arrest in Transit                                    | Jean de Segonzac   | Andrea Newman                                          | 25 listopada 2014    | 28 listopada 2018 |
| 56 | 10 | Dokuczliwy Święty Mikołaj Santa Bites                                           | Holly Dale         | Michael Brandt & Derek Haas                            | 2 grudnia 2014       | 28 listopada 2018 |
| 57 | 11 | Pozwól mu umrzeć Let Him Die                                                    | Steve Shill        | Michael Gilvary                                        | 6 stycznia 2015      | 29 listopada 2018 |
| 58 | 12 | Zasadzka drapieżnika Ambush Predator                                            | Joe Chappelle      | Steve Chikerotis, Tiller Russell                       | 13 stycznia 2015     | 29 listopada 2018 |
| 59 | 13 | Trzy dzwonki Three Bells                                                        | Arthur W. Forney   | Jill Weinberger                                        | 3 lutego 2015        | 30 listopada 2018 |
| Odcinek jest pierwszą częścią dwuodcinkowego crossoveru z serialem Chicago PD (część 2: sezon 2, odcinek 13).                                                                            |    |                                                                                 |                    |                                                        |                      |                   |
| 60 | 14 | Nazwij to rajem Call It Paradise                                                | Reza Tabrizi       | Matt Olmstead, Michael A. O'Shea                       | 10 lutego 2015       | 30 listopada 2018 |
| 61 | 15 | Na oślep w stronę katastrofy Headlong Toward Disaster                           | Joe Chappelle      | Michael Gilvary                                        | 17 lutego 2015       | 3 grudnia 2018    |
| 62 | 16 | Płachta na byka Red Rag the Bull                                                | Sanford Bookstaver | Tiller Russell                                         | 3 marca 2015         | 4 grudnia 2018    |
| 63 | 17 | Wszystko ci wybaczę Forgive You Anything                                        | Reza Tabrizi       | Dick Wolf, Matt Olmstead, Andrea Newman                | 10 marca 2015        | 4 grudnia 2018    |
| 64 | 18 | Wybaczająca, niepowstrzymana, bezwarunkowa Forgiving, Relentless, Unconditional | Karyn Kusama       | Michael A. O'Shea, Jill Weinberger                     | 17 marca 2015        | 5 grudnia 2018    |
| 65 | 19 | Jestem apokalipsą I Am the Apocalypse                                           | Joe Chappelle      | Dick Wolf & Matt Olmstead, Michael Brandt & Derek Haas | 7 kwietnia 2015      | 5 grudnia 2018    |
| Odcinek ten jest jednocześnie odcinkiem pilotowym serialu Chicago Med – drugiego spin-offu serialu Chicago Fire, należącego do franczyzy Chicago.                                        |    |                                                                                 |                    |                                                        |                      |                   |
| 66 | 20 | Wiesz, gdzie mnie szukać You Know Where to Find Me                              | Jean de Segonzac   | Michael Gilvary                                        | 21 kwietnia 2015     | 6 grudnia 2018    |
| 67 | 21 | Żelka We Called Her Jellybean                                                   | Joe Chappelle      | Tiller Russell, Matt Olmstead                          | 28 kwietnia 2015     | 6 grudnia 2018    |
| Odcinek jest pierwszą częścią trzyodcinkowego crossoveru z serialami: Chicago PD (część 2: sezon 2, odcinek 20) oraz Prawo i porządek: sekcja specjalna (część 3: sezon 16, odcinek 20). |    |                                                                                 |                    |                                                        |                      |                   |
| 68 | 22 | Kategoria 5 Category 5                                                          | Dan Lerner         | Andrea Newman                                          | 5 maja 2015          | 7 grudnia 2018    |
| 69 | 23 | Spartakus Spartacus                                                             | Michael Brandt     | Michael Brandt, Derek Haas                             | 12 maja 2015         | 7 grudnia 2018    |

## Sezon 4 (2015-2016)
| № | #  | Tytuł                                              | Reżyseria          | Scenariusz                              | Premiera             | Premiera w Polsce |
| --- | -- | -------------------------------------------------- | ------------------ | --------------------------------------- | -------------------- | ----------------- |
| 70 | 1  | Niech płonie Let It Burn                           | Joe Chappelle      | Andrea Newman, Michael Gilvary          | 13 października 2015 | 15 stycznia 2019  |
| 71 | 2  | Przedsmak Panamy A Taste of Panama City            | Sanford Bookstaver | Tiller Russell                          | 20 października 2015 | 15 stycznia 2019  |
| 72 | 3  | Odchodzę I Walk Away                               | Tom DiCillo        | Sarah Kucserka, Veronica West           | 27 października 2015 | 22 stycznia 2019  |
| 73 | 4  | Twój dzień nadchodzi Your Day Is Coming            | Reza Tabrizi       | Jill Weinberger                         | 3 listopada 2015     | 22 stycznia 2019  |
| 74 | 5  | Sprawa wesela Regarding This Wedding               | Joe Chappelle      | Michael A. O'Shea                       | 10 listopada 2015    | 29 stycznia 2019  |
| 75 | 6  | 2112                                               | Holly Dale         | Ian McCulloch                           | 17 listopada 2015    | 29 stycznia 2019  |
| 76 | 7  | Mocne łokcie Sharp Elbows                          | Dan Lerner         | Tiller Russell, Liz Alper, Ally Seibert | 24 listopada 2015    | 5 lutego 2019     |
| 77 | 8  | Kiedy żółwie latają When Tortoises Fly             | Haze Bergeron      | Michael Gilvary                         | 1 grudnia 2015       | 5 lutego 2019     |
| 78 | 9  | Niski i gruby Short and Fat                        | Joe Chappelle      | Michael Brandt, Derek Haas              | 8 grudnia 2015       | 6 lutego 2019     |
| 79 | 10 | Bijące serce The Beating Heart                     | Reza Tabrizi       | Andrea Newman                           | 5 stycznia 2016      | 6 lutego 2019     |
| Odcinek jest pierwszą częścią trzyodcinkowego crossoveru z serialami: Chicago Med (część 2: sezon 1, odcinek 5) oraz Chicago PD (część 3: sezon 3, odcinek 10). |    |                                                    |                    |                                         |                      |                   |
| 80 | 11 | Ścieżka zniszczenia The Path of Destruction        | Drucilla Carlson   | Sarah Kucserka, Veronica West           | 19 stycznia 2016     | 7 lutego 2019     |
| 81 | 12 | Nie każdemu się udaje Not Everyone Makes It        | Reza Tabrizi       | Tiller Russell                          | 26 stycznia 2016     | 7 lutego 2019     |
| 82 | 13 | Niebo runęło The Sky Is Falling                    | Joe Chappelle      | Michael Brandt, Michael A. O'Shea       | 2 lutego 2016        | 8 lutego 2019     |
| 83 | 14 | Najtrudniejsze chwile All Hard Parts               | Sanford Bookstaver | Jill Weinberger                         | 9 lutego 2016        | 8 lutego 2019     |
| 84 | 15 | Ze szkodą dla ducha Bad For the Soul               | Jann Turner        | Andrea Newman, Michael Gilvary          | 16 lutego 2016       | 11 lutego 2019    |
| 85 | 16 | Dwa razy T Two Ts                                  | Reza Tabrizi       | Derek Haas, Ian McCulloch               | 23 lutego 2016       | 11 lutego 2019    |
| 86 | 17 | Co stało się z Courtney What Happened to Courtney  | Jeffrey G. Hunt    | Matt Olmstead,Liz Alper, Ally Seibert   | 29 marca 2016        | 12 lutego 2019    |
| 87 | 18 | Na wojennej ścieżce On the Warpath                 | Joe Chappelle      | Sarah Kucserka, Veronica West           | 5 kwietnia 2016      | 12 lutego 2019    |
| 88 | 19 | Będę chodzić I Will Be Walking                     | Sanford Bookstaver | Tiller Russell                          | 19 kwietnia 2016     | 13 lutego 2019    |
| 89 | 20 | Ostatni dla mamy The Last One for Mom              | Fred Berner        | Matt Olmstead, Gwen Sigan               | 26 kwietnia 2016     | 13 lutego 2019    |
| 90 | 21 | Dość szalony pomysł Kind of a Crazy Idea           | Joe Chappelle      | Andrea Newman, Michael Gilvary          | 3 maja 2016          | 14 lutego 2019    |
| 91 | 22 | Gdzie zaczął się upadek Where the Collapse Started | Sanford Bookstaver | Sarah Kucserka, Veronica West           | 10 maja 2016         | 14 lutego 2019    |
| 92 | 23 | Superbohater Superhero                             | Michael Brandt     | Michael Brandt, Derek Haas              | 17 maja 2016         | 15 lutego 2019    |

## Sezon 5 (2016-2017)
| № | #  | Tytuł                                            | Reżyseria               | Scenariusz                               | Premiera             | Premiera w Polsce |
| --- | -- | ------------------------------------------------ | ----------------------- | ---------------------------------------- | -------------------- | ----------------- |
| 93 | 1  | Wąż czy zwierzę The Hose or the Animal           | Joe Chappelle           | Michael Brandt, Derek Haas               | 11 października 2016 | 15 lutego 2019    |
| 94 | 2  | Ostrzeżenie A Real Wake-Up Call                  | Reza Tabrizi            | Andrea Newman, Michael Gilvary           | 18 października 2016 | 16 lutego 2019    |
| 95 | 3  | Zgliszcza Scorched Earth                         | Joe Chappelle           | Sarah Kucserka, Veronica West            | 25 października 2016 | 19 lutego 2019    |
| 96 | 4  | Nikt więcej nie umrze Nobody Else is Dying Today | Sanford Bookstaver      | Jill Weinberger                          | 1 listopada 2016     | 19 lutego 2019    |
| 97 | 5  | Trzymałem ją za rękę I Held Her Hand             | Reza Tabrizi            | Roger Grant                              | 15 listopada 2016    | 20 lutego 2019    |
| 98 | 6  | Ten dzień That Day                               | Dan Lerner              | Michael A. O'Shea                        | 22 listopada 2016    | 20 lutego 2019    |
| 99 | 7  | Wsparcie Lift Each Other                         | Alex Chapple            | Liz Alper, Ally Seibert                  | 29 listopada 2016    | 21 lutego 2019    |
| 100 | 8  | Stulecie One Hundred                             | Joe Chappelle           | Michael Brandt, Derek Haas               | 6 grudnia 2016       | 21 lutego 2019    |
| 101 | 9  | Nie wszystkim się uda Some Make It, Some Don't   | Drucilla Carlson        | Andrea Newman                            | 3 stycznia 2017      | 22 lutego 2019    |
| Odcinek jest pierwszą częścią dwuodcinkowego crossoveru z serialem Chicago PD (część 2: sezon 4, odcinek 9).                                                        |    |                                                  |                         |                                          |                      |                   |
| 102 | 10 | Ludzie, których znamy The People We Meet         | David Rodriguez         | Sarah Kucserka, Veronica West            | 17 stycznia 2017     | 22 lutego 2019    |
| 103 | 11 | Życie i śmierć Who Lives and Who Dies            | Haze J. F. Bergeron III | Michael Gilvary                          | 24 stycznia 2017     | 25 lutego 2019    |
| 104 | 12 | Tajny agent An Agent of the Machine              | Jann Turner             | Jill Weinberger                          | 7 lutego 2017        | 25 lutego 2019    |
| 105 | 13 | Pomówienia Trading in Scuttlebutt                | Reza Tabrizi            | Roger Grant                              | 14 lutego 2017       | 26 lutego 2019    |
| 106 | 14 | Męczarnia Purgatory                              | Joe Chappelle           | Michael Brandt, Derek Haas               | 21 lutego 2017       | 26 lutego 2019    |
| 107 | 15 | Pułapka Deathtrap                                | Joe Chappelle           | Andrea Newman                            | 1 marca 2017         | 27 lutego 2019    |
| Odcinek jest pierwszą częścią trzyodcinkowego crossoveru z serialami: Chicago PD (część 2: sezon 4, odcinek 16) oraz Chicago Justice (część 3: sezon 1, odcinek 1). |    |                                                  |                         |                                          |                      |                   |
| 108 | 16 | Pożegnanie Telling Her Goodbye                   | Reza Tabrizi            | Michael A. O'Shea                        | 21 marca 2017        | 27 lutego 2019    |
| 109 | 17 | Dzieci i głupcy Babies and Fools                 | Holly Dale              | Michael Gilvary, Liz Alper, Ally Seibert | 28 marca 2017        | 28 lutego 2019    |
| 110 | 18 | Poświęcenie Take a Knee                          | Joe Chappelle           | Michael Brandt, Derek Haas               | 4 kwietnia 2017      | 28 lutego 2019    |
| 111 | 19 | Spuścizna Carry Their Legacy                     | Reza Tabrizi            | Michael A. O'Shea                        | 25 kwietnia 2017     | 1 marca 2019      |
| 112 | 20 | Pomóż mi Carry Me                                | Eric Laneuville         | Jill Weinberger                          | 2 maja 2017          | 1 marca 2019      |
| 113 | 21 | 60 dni Sixty Days                                | Sanford Bookstaver      | Michael Gilvary                          | 9 maja 2017          | 4 marca 2019      |
| 114 | 22 | Cud My Miracle                                   | Michael Brandt          | Michael Brandt, Derek Haas               | 16 maja 2017         | 4 marca 2019      |

## Sezon 6 (2017-2018)
| № | #  | Tytuł                                                 | Reżyseria          | Scenariusz                                 | Premiera             | Premiera w Polsce    |
| --- | -- | ----------------------------------------------------- | ------------------ | ------------------------------------------ | -------------------- | -------------------- |
| 115 | 1  | Za mało It Wasn't Enough                              | Reza Tabrizi       | Derek Haas                                 | 28 września 2017     | 20 sierpnia 2019     |
| 116 | 2  | Zapłon Ignite on Contact                              | John Hyams         | Andrea Newman                              | 5 października 2017  | 20 sierpnia 2019     |
| 117 | 3  | Jeszcze większa niespodzianka An Even Bigger Surprise | Sanford Bookstaver | Jill Weinberger                            | 12 października 2017 | 27 sierpnia 2019     |
| 118 | 4  | Granica wytrzymałości A Breaking Point                | Matt Earl Beesley  | Michael A. O'Shea                          | 19 października 2017 | 27 sierpnia 2019     |
| 119 | 5  | Pakt z diabłem Devil's Bargain                        | Jono Oliver        | Michael Gilvary                            | 26 października 2017 | 3 września 2019      |
| 120 | 6  | Lepiej na dole Down Is Better                         | Reza Tabrizi       | Derek Haas                                 | 2 listopada 2017     | 3 września 2019      |
| 121 | 7  | Spuścizna A Man's Legacy                              | Joe Chappelle      | Alvaro Rodriguez                           | 4 stycznia 2018      | 10 września 2019     |
| 122 | 8  | Współlokatorzy The Whole Point of Being Roommates     | Stephen Cragg      | Jamila Daniel                              | 11 stycznia 2018     | 10 września 2019     |
| 123 | 9  | Foul is Fair                                          | Sanford Bookstaver | Derek Haas                                 | 18 stycznia 2018     | 17 września 2019     |
| 124 | 10 | Wynalazek Slamigan                                    | Bill Johnson       | Andrea Newman                              | 25 stycznia 2018     | 17 września 2019     |
| 125 | 11 | Prawo dżungli Law of the Jungle                       | Reza Tabrizi       | Michael A. O'Shea                          | 1 lutego 2018        | 24 września 2019     |
| 126 | 12 | Reportaż The F is For                                 | James Hanlon       | Jill Weinberger                            | 1 marca 2018         | 24 września 2019     |
| 127 | 13 | Zabawa w chowanego Hiding Not Seeking                 | Leslie Libman      | Derek Haas, Andrea Newman, Michael Gilvary | 8 marca 2018         | 1 października 2019  |
| Odcinek jest drugą częścią dwuodcinkowego crossoveru z serialem Chicago PD (część 1: sezon 5, odcinek 16). |    |                                                       |                    |                                            |                      |                      |
| 128 | 14 | Szukając ratunku Looking for a Lifeline               | Joe Chappelle      | Derek Haas                                 | 22 marca 2018        | 1 października 2019  |
| 129 | 15 | Szansa na wybaczenie The Chance to Forgive            | Reza Tabrizi       | Michael A. O'Shea, Jamila Daniel           | 22 marca 2018        | 8 października 2019  |
| 130 | 16 | To co najważniejsze The One that Matters the Most     | Bill Johnson       | Michael Gilvary                            | 29 marca 2018        | 8 października 2019  |
| 131 | 17 | Powrót Put White on Me                                | Matt Earl Beesley  | Derek Hass, Jill Weinberger                | 5 kwietnia 2018      | 15 października 2019 |
| 132 | 18 | Kiedy nas zobaczą When They See Us Coming             | Lin Oeding         | Andrea Newman, Michael Gilvary             | 12 kwietnia 2018     | 15 października 2019 |
| 133 | 19 | Gdzie chcę być Where I Want to Be                     | Eric Laneuville    | Michael A. O’Shea                          | 19 kwietnia 2018     | 22 października 2019 |
| 134 | 20 | Najsilniejsi z nas The Strongest Among Us             | Reza Tabrizi       | Derek Haas                                 | 26 kwietnia 2018     | 22 października 2019 |
| 135 | 21 | Niedościgły wzór The Unrivaled Standard               | Joe Chappelle      | Jeff Drayer                                | 3 maja 2018          | 29 października 2019 |
| 136 | 22 | Epokowe osiągnięcie One for the Ages                  | Leslie Libman      | Michael Gilvary, Andrea Newman             | 10 maja 2018         | 29 października 2019 |
| 137 | 23 | Wielki czyn The Grand Gesture                         | Reza Tabizi        | Derek Haas                                 | 10 maja 2018         | 5 listopada 2019     |

## Sezon 7 (2018-2019)
| № | #  | Tytuł                                                         | Reżyseria          | Scenariusz                      | Premiera             | Premiera w Polsce |
| --- | -- | ------------------------------------------------------------- | ------------------ | ------------------------------- | -------------------- | ----------------- |
| 138 | 1  | Bliższe spojrzenie A Closer Eye                               | Sanford Bookstaver | Derek Haas                      | 26 września 2018     | 12 listopada 2019 |
| 139 | 2  | A więc wojna Going to War                                     | Reza Tabrizi       | Andrea Newman, Michael Gilvary  | 3 października 2018  | 15 listopada 2019 |
| Odcinek jest pierwszą częścią trzyodcinkowego crossoveru z serialami: Chicago Med (część 2: sezon 4, odcinek 2) oraz Chicago PD (część 3: sezon 6, odcinek 2). |    |                                                               |                    |                                 |                      |                   |
| 140 | 3  | Trzydzieści procent zręczności Thirty Percent Sleight of Hand | Eric Laneuville    | Michael A. O’Shea               | 10 października 2018 | 18 listopada 2019 |
| 141 | 4  | To nie akcja dobroczynna This Isn't Charity                   | Batan Silva        | Matt Whitney                    | 17 października 2018 | 18 listopada 2019 |
| 142 | 5  | Wybuchowa mieszanka A Volatile Mixture                        | Sanford Bookstaver | Andrea Newman                   | 24 października 2018 | 19 listopada 2019 |
| 143 | 6  | Komplet dowodów All the Proof                                 | Leslie Libman      | Jamila Daniel                   | 31 października 2018 | 19 listopada 2019 |
| 144 | 7  | Co nas definiuje What Will Define You                         | Olivia Newman      | Michael A. O'Shea               | 7 listopada 2018     | 20 listopada 2019 |
| 145 | 8  | Uniwersalne rozwiązanie The Solution to Everything            | Mark Tinker        | Michael Gilvary                 | 14 listopada 2018    | 20 listopada 2019 |
| 146 | 9  | Zawsze jest jakiś haczyk Always a Catch                       | Reza Tabrizi       | Derek Haas                      | 5 grudnia 2018       | 21 listopada 2019 |
| 147 | 10 | W czterech ścianach Inside These Walls                        | Jono Oliver        | Matt Whitney                    | 9 stycznia 2019      | 21 listopada 2019 |
| 148 | 11 | Twój wybór You Choose                                         | Paul McCrane       | Jamila Daniel                   | 16 stycznia 2019     | 22 listopada 2019 |
| 149 | 12 | Napraw to Make This Right                                     | Milena Govich      | Andrea Newman                   | 23 stycznia 2019     | 22 listopada 2019 |
| 150 | 13 | Wielki skok The Plunge                                        | Leslie Libman      | Michael A. O'Shea               | 6 lutego 2019        | 25 listopada 2019 |
| 151 | 14 | Nie chodziło o hokej It Wasn't About Hockey                   | Carl Seaton        | Elizabeth Sherman, Derek Haas   | 13 lutego 2019       | 25 listopada 2019 |
| 152 | 15 | Co kto widział What I Saw                                     | Reza Tabrizi       | Andrea Newman, Michael Gilvary  | 20 lutego 2019       | 26 listopada 2019 |
| Odcinek jest pierwszą częścią dwuodcinkowego crossoveru z serialem Chicago PD (część 2: sezon 6, odcinek 15).                                                  |    |                                                               |                    |                                 |                      |                   |
| 153 | 16 | Jego wina Fault in Him                                        | Eric Laneuville    | Matt Whitney                    | 27 lutego 2019       | 26 listopada 2019 |
| 154 | 17 | Renowacja Move a Wall                                         | Olivia Newman      | Derek Haas                      | 27 marca 2019        | 27 listopada 2019 |
| 155 | 18 | Pech nie istnieje No Such Thing as Bad Luck                   | Jann Turner        | Michael Gilvary                 | 3 kwietnia 2019      | 27 listopada 2019 |
| 156 | 19 | Przed zmianą pogody Until the Weather Breaks                  | Reza Tabrizi       | Michael O'Shea                  | 24 kwietnia 2019     | 28 listopada 2019 |
| 157 | 20 | Za wszelką cenę Try Like Hell                                 | Stephen Cragg      | Matt Whitney, Jamila Daniel     | 8 maja 2019          | 28 listopada 2019 |
| 158 | 21 | Biały wieloryb The White Whale                                | Joe Chappelle      | Andrea Newman & Michael Gilvary | 15 maja 2019         | 29 listopada 2019 |
| 159 | 22 | Nie zostawię cię I'm Not Leaving You                          | Reza Tabrizi       | Derek Haas                      | 22 maja 2019         | 29 listopada 2019 |

## Sezon 8 (2019-2020)
| № | #  | Tytuł                             | Polski tytuł                 | Reżyseria          | Scenariusz                     | Premiera             | Premiera w Polsce |
| --- | -- | --------------------------------- | ---------------------------- | ------------------ | ------------------------------ | -------------------- | ----------------- |
| 160 | 1  | Sacred Ground                     | Święta ziemia                | Reza Tabrizi       | Derek Haas                     | 25 września 2019     | 19 maja 2020      |
| 161 | 2  | A Real Shot in the Arm            | Zastrzyk nowej energii       | Sanford Bookstaver | Andrea Newman, Michael Gilvary | 2 października 2019  | 26 maja 2020      |
| 162 | 3  | Badlands                          | Poprawczak                   | Olivia Newman      | Michael A. O'Shea              | 9 października 2019  | 2 czerwca 2020    |
| 163 | 4  | Infection: Part I                 | Infekcja, część 1            | Reza Tabrizi       | Dick Wolf, Derek Haas          | 16 października 2019 | 9 czerwca 2020    |
| Odcinek jest pierwszą częścią trzyodcinkowego crossoveru z serialami: Chicago Med (część 2: sezon 5, odcinek 4) oraz Chicago PD (część 3: sezon 7, odcinek 4). |    |                                   |                              |                    |                                |                      |                   |
| 164 | 5  | Buckle Up                         | Zapnijcie pasy               | Leslie Libman      | Matt Whitney                   | 23 października 2019 | 16 czerwca 2020   |
| 165 | 6  | What Went Wrong                   | Co poszło nie tak            | Sanford Bookstaver | Jamila Daniel                  | 30 października 2019 | 23 czerwca 2020   |
| 166 | 7  | Welcome to Crazytown              | Witamy w wariatkowie         | Carl Seaton        | Andrea Newman, Michael Gilvary | 6 listopada 2019     | 30 czerwca 2020   |
| 167 | 8  | Seeing is Believing               | Zobaczyć znaczy uwierzyć     | Eric Laneuville    | Ron McCants                    | 13 listopada 2019    | 7 lipca 2020      |
| 168 | 9  | Best Friend Magic                 | Magia przyjaźni              | Reza Tabrizi       | Derek Haas                     | 20 listopada 2019    | 14 lipca 2020     |
| 169 | 10 | Hold Our Ground                   | Nasz teren                   | Matt Earl Beesley  | Michael A. O'Shea              | 8 stycznia 2020      | 21 lipca 2020     |
| 170 | 11 | Where We End Up                   | Gdzie skończymy              | Batan Silva        | Matt Whitney                   | 15 stycznia 2020     | 28 lipca 2020     |
| 171 | 12 | Then Nick Porter Happened         | Wtedy zjawił się Nick Porter | Reza Tabrizi       | Andrea Newman, Michael Gilvary | 22 stycznia 2020     | 4 sierpnia 2020   |
| 172 | 13 | A Chicago Welcome                 | Chicagowskie powitanie       | Paul McCrane       | Derek Haas                     | 5 lutego 2020        | 11 sierpnia 2020  |
| 173 | 14 | Shut It Down                      | Trzeba to zamknąć            | Leslie Libman      | Neil McCormack                 | 12 lutego 2020       | 11 sierpnia 2020  |
| 174 | 15 | Off The Grid                      | Poza zasięgiem               | Reza Tabrizi       | Matt Whitney                   | 26 lutego 2020       | 18 sierpnia 2020  |
| Odcinek jest pierwszą częścią dwuodcinkowego crossoveru z serialem Chicago PD (część 2: sezon 7, odcinek 15).                                                  |    |                                   |                              |                    |                                |                      |                   |
| 175 | 16 | The Tendency of a Drowning Victim | Tonący brzytwy się chwyta    | Matt Earl Beesley  | Andrea Newman, Michael Gilvary | 4 marca 2020         | 18 sierpnia 2020  |
| 176 | 17 | Protect a Child                   | Ochronić dziecko             | Brenna Malloy      | Derek Haas                     | 18 marca 2020        | 25 sierpnia 2020  |
| 177 | 18 | I'll Cover You                    | Krycie                       | Eric Laneuville    | Ron McCants, Michael A. O'Shea | 25 marca 2020        | 25 sierpnia 2020  |
| 178 | 19 | Light Things Up                   | Rozświetlenie                | Nicole Rubio       | Elizabeth Sherman              | 8 kwietnia 2020      | 1 września 2020   |
| 179 | 20 | 51's Original Bell                | Pierwszy dzwonek             | Eric Laneuville    | Matt Whitney                   | 15 kwietnia 2020     | 1 września 2020   |

## Sezon 9 (2020–2021)
| Nr  | #  | Tytuł                       | Polski tytuł        | Reżyseria         | Scenariusz                                 | Premiera          | Premiera w Polsce |
| --- | -- | --------------------------- | ------------------- | ----------------- | ------------------------------------------ | ----------------- | ----------------- |
| 180 | 1  | Rattle Second City          | Wstrząśnięte miasto | Reza Tabrizi      | Derek Haas                                 | 11 listopada 2020 | 3 marca 2021      |
| 181 | 2  | That Kind Of Heat           | Robi się gorąco     | Reza Tabrizi      | Andrea Newman, Michael Gilvary             | 18 listopada 2020 | 10 marca 2021     |
| 182 | 3  | Smash Therapy               | Miażdżąca terapia   | Eric Laneuville   | Matt Whitney                               | 13 stycznia 2021  | 17 marca 2021     |
| 183 | 4  | Funny What Things Remind Us | Zabawne skojarzenia | Matt Earl Beesley | Elizabeth Sherman                          | 27 stycznia 2021  | 24 marca 2021     |
| 184 | 5  | My Lucky Day                | Szczęśliwy dzień    | Reza Tabrizi      | Michael Gilvary, Andrea Newman, Derek Haas | 3 lutego 2021     | 31 marca 2021     |
| 185 | 6  | Blow This Up Somehow        | Rozdmuchane         | Matt Earl Beesley | Andrea Newman, Michael Gilvary             | 10 lutego 2021    | 7 kwietnia 2021   |
| 186 | 7  | Dead of Winter              | Środek zimy         | Brenna Malloy     | Kimberly Ndombe                            | 17 lutego 2021    | 14 kwietnia 2021  |
| 187 | 8  | Escape Route                | Droga ewakuacyjna   | Matt Earl Beesley | Neil McCormack                             | 10 marca 2021     | 21 kwietnia 2021  |
| 188 | 9  | Double Red                  | Podwójna czerwień   | Reza Tabrizi      | Derek Haas                                 | 17 marca 2021     | 28 kwietnia 2021  |
| 189 | 10 | One Crazy Shift             | Szalona dniówka     | Milena Govich     | Ashley Cooper                              | 31 marca 2021     | 5 maja 2021       |
| 190 | 11 | A Couple Hundred Degrees    | Kilkaset stopni     | Brenna Malloy     | Andrea Newman, Michael Gilvary             | 7 kwietnia 2021   | 12 maja 2021      |
| 191 | 12 | Natural Born Firefighter    | Urodzeni strażacy   | Eric Laneuville   | Matt Whitney                               | 21 kwietnia 2021  | 19 maja 2021      |
| 192 | 13 | Don't Hang Up               | Nie rozłączaj się   | Reza Tabrizi      | Derek Haas                                 | 5 maja 2021       | 26 maja 2021      |
| 193 | 14 | What Comes Next             | Co dalej?           | Eric Laneuville   | Elizabeth Sherman                          | 12 maja 2021      | 2 czerwca 2021    |
| 194 | 15 | A White-Knuckle Panic       | Atak paniki         | Reza Tabrizi      | Andrea Newman, Michael Gilvary             | 19 maja 2021      | 9 czerwca 2021    |
| 195 | 16 | No Survivors                | Nikt nie ocalał     | Lisa Robinson     | Derek Haas                                 | 26 maja 2021      | 16 czerwca 2021   |

## Sezon 10 (2021–2022)
| Nr  | #  | Tytuł                           | Polski tytuł                      | Premiera (NBC)       | Premiera w Polsce (Fox) |
| --- | -- | ------------------------------- | --------------------------------- | -------------------- | ----------------------- |
| 196 | 1  | Mayday                          | Na ratunek                        | 22 września 2021     | 3 lutego 2022           |
| 197 | 2  | Head Count                      | Lista obecności                   | 29 września 2021     | 10 lutego 2022          |
| 198 | 3  | Counting Your Breaths           | Licz oddechy                      | 6 października 2021  | 17 lutego 2022          |
| 199 | 4  | The Right Thing                 | Właściwe wyjście                  | 13 października 2021 | 24 lutego 2022          |
| 200 | 5  | Two Hundred                     | Dwieście                          | 20 października 2021 | 3 marca 2022            |
| 201 | 6  | Dead Zone                       | Martwa strefa                     | 27 października 2021 | 10 marca 2022           |
| 202 | 7  | Whom Shall I Fear?              | Kogóż mam się lękać?              | 3 listopada 2021     | 17 marca 2022           |
| 203 | 8  | What Happened at Whiskey Point? | Co się wydarzyło w Whiskey Point? | 10 listopada 2021    | 24 marca 2022           |
| 204 | 9  | Winterfest                      | Zimowy festiwal                   | 8 grudnia 2021       | 31 marca 2022           |
| 205 | 10 | Back with a Bang                | Powrót z hukiem                   | 5 stycznia 2022      | 7 kwietnia 2022         |
| 206 | 11 | Fog of War                      | Wojenna zawierucha                | 12 stycznia 2022     | 14 kwietnia 2022        |
| 207 | 12 | Show of Force                   | Pokaz siły                        | 19 stycznia 2022     | 21 kwietnia 2022        |
| 208 | 13 | Fire Cop                        | Strażackie śledztwo               | 23 lutego 2022       | 28 kwietnia 2022        |
| 209 | 14 | An Officer with Grit            | Twardy oficer                     | 2 marca 2022         | 5 maja 2022             |
| 210 | 15 | The Missing Piece               | Brakujący element                 | 9 marca 2022         | 12 maja 2022            |
| 211 | 16 | Hot and Fast                    | Szybko i na gorąco                | 16 marca 2022        | 19 maja 2022            |
| 212 | 17 | Keep You Safe                   | Jak cię ochronić                  | 6 kwietnia 2022      | 26 maja 2022            |
| 213 | 18 | What's Inside You               | Co masz w sobie                   | 13 kwietnia 2022     | 2 czerwca 2022          |
| 214 | 19 | Finish What You Started         | Skończ, co zacząłeś               | 20 kwietnia 2022     | 9 czerwca 2022          |
| 215 | 20 | Halfway to the Moon             | Na księżyc                        | 11 maja 2022         | 16 czerwca 2022         |
| 216 | 21 | Last Chance                     | Ostatnia szansa                   | 18 maja 2022         | 23 czerwca 2022         |
| 217 | 22 | The Magnificent City of Chicago | Wspaniałe miasto Chicago          | 25 maja 2022         | 30 czerwca 2022         |

## Sezon 11 (2022–2023)
| Nr  | #  | Tytuł                      | Polski tytuł              | Premiera (NBC)       | Premiera w Polsce (Fox) |
| --- | -- | -------------------------- | ------------------------- | -------------------- | ----------------------- |
| 218 | 1  | Hold on Tight              | Trzymaj się mocno         | 21 września 2022     | 8 listopada 2022        |
| 219 | 2  | Every Scar Tells a Story   | Każda blizna to opowieść  | 28 września 2022     | 15 listopada 2022       |
| 220 | 3  | Completely Shattered       | Zdruzgotani               | 5 października 2022  | 22 listopada 2022       |
| 221 | 4  | The Center of the Universe | Centrum wszechświata      | 12 października 2022 | 29 listopada 2022       |
| 222 | 5  | Haunted House              | Nawiedzony dom            | 19 października 2022 | 6 grudnia 2022          |
| 223 | 6  | All-Out Mystery            | Całkowita tajemnica       | 2 listopada 2022     | 13 grudnia 2022         |
| 224 | 7  | Angry Is Easier            | Gniew jest łatwiejszy     | 9 listopada 2022     | 20 grudnia 2022         |
| 225 | 8  | A Beautiful Life           | Piękne życie              | 16 listopada 2022    | 27 grudnia 2022         |
| 226 | 9  | Nemesis                    | Przeciwnik                | 7 grudnia 2022       | 18 lutego 2023          |
| 227 | 10 | Something For the Pain     | Coś na ból                | 4 stycznia 2023      | 25 lutego 2023          |
| 228 | 11 | A Guy I Used to Know       | Dawny znajomy             | 11 stycznia 2023     | 4 marca 2023            |
| 229 | 12 | How Does It End?           | Jak to się skończy?       | 18 stycznia 2023     | 11 marca 2023           |
| 230 | 13 | The Man of the Moment      | Chwilowy bohater          | 15 lutego 2023       | 18 marca 2023           |
| 231 | 14 | Run Like Hell              | Uciekaj, ile sił starczy  | 22 lutego 2023       | 25 marca 2023           |
| 232 | 15 | Damage Control             | Ocena strat               | 1 marca 2023         | 1 kwietnia 2023         |
| 233 | 16 | Acting Up                  | W ogniu walk              | 22 marca 2023        | 15 kwietnia 2023        |
| 234 | 17 | The First Symptom          | Pierwszy objaw            | 29 marca 2023        | 22 kwietnia 2023        |
| 235 | 18 | Danger Is All Around       | Wszechobecne zagrożenie   | 5 kwietnia 2023      | 29 kwietnia 2023        |
| 236 | 19 | Take a Shot at the King    | brak – nie przetłumaczono | 3 maja 2023          | 27 maja 2023            |
| 237 | 20 | Never, Ever Make a Mistake | Nigdy nie popełnij błędu  | 10 maja 2023         | 3 czerwca 2023          |
| 238 | 21 | Change of Plans            | Zmiana planów             | 17 maja 2023         | 10 czerwca 2023         |
| 239 | 22 | Red Waterfall              | Czerwony wodospad         | 24 maja 2023         | 17 czerwca 2023         |

## Sezon 12 (2024)
| Nr  | #  | Tytuł               | Polski tytuł           | Premiera (NBC)   | Premiera w Polsce |
| --- | -- | ------------------- | ---------------------- | ---------------- | ----------------- |
| 240 | 1  | Barely Gone         | brak – nie wyemitowano | 17 stycznia 2024 | nieemitowany      |
| 241 | 2  | Call Me McHolland   | brak – nie wyemitowano | 24 stycznia 2024 | nieemitowany      |
| 242 | 3  | Trapped             | brak – nie wyemitowano | 31 stycznia 2024 | nieemitowany      |
| 243 | 4  | The Little Things   | brak – nie wyemitowano | 7 lutego 2024    | nieemitowany      |
| 244 | 5  | On the Hook         | brak – nie wyemitowano | 21 lutego 2024   | nieemitowany      |
| 245 | 6  | Port in the Storm   | brak – nie wyemitowano | 28 lutego 2024   | nieemitowany      |
| 246 | 7  | Red Flag            | brak – nie wyemitowano | 20 marca 2024    | nieemitowany      |
| 247 | 8  | All the Dark        | brak – nie wyemitowano | 27 marca 2024    | nieemitowany      |
| 248 | 9  | Something About Her | brak – nie wyemitowano | 3 kwietnia 2024  | nieemitowany      |
| 249 | 10 | The Wrong Guy       | brak – nie wyemitowano | 1 maja 2024      | nieemitowany      |
| 250 | 11 | Inside Man          | brak – nie wyemitowano | 8 maja 2024      | nieemitowany      |
| 251 | 12 | Under Pressure      | brak – nie wyemitowano | 15 maja 2024     | nieemitowany      |
| 252 | 13 | Never Say Goodbye   | brak – nie wyemitowano | 22 maja 2024     | nieemitowany      |

## Sezon 13 (2024–2025)
| Nr  | # | Tytuł                  | Polski tytuł           | Premiera (NBC)       | Premiera w Polsce |
| --- | - | ---------------------- | ---------------------- | -------------------- | ----------------- |
| 253 | 1 | A Monster in the Field | brak – nie wyemitowano | 25 września 2024     | nieemitowany      |
| 254 | 2 | Ride the Blade         | brak – nie wyemitowano | 2 października 2024  | nieemitowany      |
| 255 | 3 | All Kinds of Crazy     | brak – nie wyemitowano | 9 października 2024  | nieemitowany      |
| 256 | 4 | Through the Skin       | brak – nie wyemitowano | 16 października 2024 | nieemitowany      |
| 257 | 5 | Down the Rabbit Hole   | brak – nie wyemitowano | 23 października 2024 | nieemitowany      |
| 258 | 6 | Birds of Prey          | brak – nie wyemitowano | 6 listopada 2024     | nieemitowany      |
| 259 | 7 | Untouchable            | brak – nie wyemitowano | 13 listopada 2024    | nieemitowany      |